# 日本国铁9050型蒸汽机车
日本國鐵9050型蒸汽機車原為北海道煤矿鐵道向美國ALCO公司Pittsburgh工廠訂製之26輛機車。由於北海道煤矿鐵道於1906年10月1日國有化，故於1907年交貨時，直接編入官設鐵道。1907年由於編號規則尚未統一，故先沿用北海道煤矿鐵道原訂編號100～125，於1909年始正式編為9050型，暱稱為。
1937年中日戰爭開戰後，依日本陸軍要求，全部26輛9050型蒸汽機車於1937年12月至1938年11月間，於日本鐵道省苗穗、釧路、土崎、郡山、長野等工廠將軌距由1067mm修改為1000mm後送往中國，用於華北交通之正太鐵路，編為SoliA（ソリA）型。

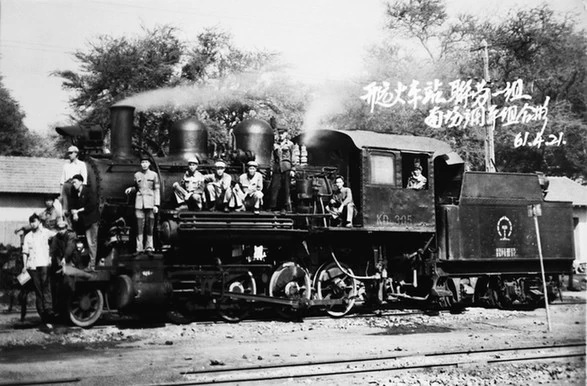
KD51型蒸汽机车

二战结束后，原华北交通ソリA型蒸汽机车被中华人民共和国铁道部接收，并被命名为ㄙㄌ51型（SL51）；1959年改称为KD51型。一台KD51型机车调往昆明铁路局管辖的之昆河铁路继续服役，退役时间推测在1961年之后；而柳州铁路局南宁机务段在1962年时配属有两台KD51型机车。

## 备注
1. ↑  意指新型的Consolidation。
2. ↑  日本國有鐵道成立初期，擁有之Consolidation型機車中，9000型、9030型（日语：国鉄9000形蒸気機関車）暱稱為、9200型（日语：国鉄9200形蒸気機関車）（原官設鐵道800型）暱稱為，9050型暱稱為。
3. ↑  中华人民共和国成立后，中华人民共和国铁道部于1951年参酌中华民国交通部命名规则，以注音符号为蒸汽机车命名。其中2-8-0轴式机车定名为“ㄙㄌ型”（SL型），名称取自“Consolidation”或满铁命名方式“ソリ”（Soli）。1959年改用汉语拼音命名，由于“ㄆㄒ型”蒸汽机车改名为“胜利型”，使用“SL”之汉语拼音，故“ㄙㄌ型”统一改为“KD型”，并沿用至今。